# جوراسيك وورلد أيفلوشن 2
جوراسيك وورلد أيفلوشن 2 هي لعبة فيديو لمحاكاة البناء والإدارة تم تطويرها ونشرها بواسطة فرونتير دفلوبمنتس . تتمة لـ للعبة جوراسيك وورلد أيفلوشن (2018) التي صدرت بعد فيلم العالم الجوراسي: المملكة الساقطة ، تم إصدار اللعبة لنظام مايكروسوفت ويندوز وبلاي ستيشن 4 وبلاي ستيشن 5 وإكس بوكس ون وإكس بوكس سيريس إكس وسيريس إس في 9 نوفمبر 2021. تلقت اللعبة آراء إيجابية بشكل عام من النقاد، الذين اعتبروها أفضل من سابقتها.

## استقبال
| استقبال |                                                                   |
| --- | ----------------------------------------------------------------- |
| مجموع النقاط المجموع نقاط ميتاكريتيك (PC) 77/100 [ 1 ] (PS5) 79/100 [ 2 ] (Xbox Series X) 74/100 [ 3 ] (Xbox One) 81/100 [ 4 ] نتائج المراجعة نشرة نقاط دستركتويد 8.5/10 [ 5 ] غيم إنفورمر 8/10 [ 6 ] بي سي غيمز إن 7/10 [ 7 ] |                                                                   |
| مجموع النقاط |                                                                   |
| المجموع | نقاط                                                              |
| ميتاكريتيك | (PC) 77/100 (PS5) 79/100 (Xbox Series X) 74/100 (Xbox One) 81/100 |
| نتائج المراجعة |                                                                   |
| نشرة | نقاط                                                              |
| دستركتويد | 8.5/10                                                            |
| غيم إنفورمر | 8/10                                                              |
| بي سي غيمز إن | 7/10                                                              |

تلقت اللعبة تقييمات إيجابية بشكل عام عند إصدارها وفقًا لمجمع المراجعة Metacritic .

## روابط خارجية
- الموقع الرسمي